# 478
| [ Edytuj tabelę ]          |                           |
| Cesarz Bizancjum           | - 474 Zenon 491           |
| Król Franków               | - 457 Childeryk I 481     |
| Król Kentu                 | - 455 Hengest 488         |
| Patriarcha Konstantynopola | - 471 Akacjusz 488        |
| Władca Korei               | - 413 Changsu 491         |
| Król Munsteru              | - 453 Óengus 489          |
| Król Ostrogotów            | - 471 Teodoryk Wielki 526 |
| Papież                     | - 468 Symplicjusz 483     |
| Król Persji                | - 459 Peroz I 484         |
| Król Wandalów              | - 477 Huneryk 484         |
| Król Wizygotów             | - 466 Euryk 484           |

Rok 478 / CDLXXVIII
stulecia: IV wiek ~
V wiek ~
VI wiek

lata: 468 «
473 «
474 «
475 «
476 «
477 «
478
» 479
» 480
» 481
» 482
» 483
» 488

## Wydarzenia
- Azja
  - wybudowano pierwsze świątynie shintō w Japonii